# Velika Dapčevica
Velika Dapčevica is een plaats in de gemeente Grubišno Polje in de Kroatische provincie Bjelovar-Bilogora. De plaats telt 85 inwoners (2001).